# Sabit ibn Kurra
Sabit ibn Kurra (arab. ‏ثابت بن قرة‎; ur. 826 lub 836 w Harranie, zm. 18 lutego 901 w Bagdadzie) – syryjski matematyk i astronom.

## Życiorys
W młodości zajmował się wymianą walut, jednak informacja ta jest podważana przez część historyków. Został zaproszony do Bagdadu przez matematyka Muhammada ibn Musę ibn Szakira. Tam zajmował się astronomią, filozofią, matematyką oraz medycyną; jako matematyk specjalizował się m.in. w geometrii analitycznej, geometrii nieeuklidesowej i trygonometrii. Tłumaczył na język arabski dzieła autorstwa Apoloniusza z Pergi oraz Archimedesa. Sam opracował kilka własnych prac, z czego jedną z najważniejszych była poświęcona geometrii elementarnej praca pt. Kitab al-Mafrudat. W ostatnich latach życia należał do świty abbasydzkiego kalifa Al-Mu’tadida.
Jego ojczystym językiem był syryjski, jako jeden z nielicznych niechrześcijańskich uczonych pisał w tym języku. Większość swoich prac naukowych napisał jednak w języku arabskim.

## Życie prywatne
Miał syna Sinana oraz dwóch wnuków: Ibrahima oraz Sabita.